# STS-59
是历史上第六十一次航天飞机任务，也是奮進號太空梭的第六次太空飞行。

## 任务成员
- 西德尼·古蒂雷兹（Sidney M. Gutierrez，曾执行以及任务），指令长
- 凯文·齐尔顿（Kevin P. Chilton，曾执行、以及任务），飞行员
- 琳达·格得温（Linda M. Godwin，曾执行、以及任务），任务专家
- 杰罗姆·阿普特（Jerome Apt，曾执行、以及任务），任务专家
- 迈克尔·克利福德（Michael R. Clifford，曾执行、以及任务），任务专家
- 托马斯·琼斯（Thomas D. Jones，曾执行、以及任务），任务专家